# Jordi (album)
Jordi è il settimo album in studio del gruppo musicale statunitense Maroon 5, pubblicato il 11 giugno 2021 dalla 222 Records e dalla Interscope Records.

## Descrizione
A seguito della morte del manager della band e amico d'infanzia di Adam Levine, Jordan Feldstein, per un attacco di cuore all'età di 40 anni, la band gli dedicò il singolo Memories, che ottenne ampio successo nelle classifiche internazionali nel corso del 2019. Il 3 marzo 2021, la band ha annunciato di aver finito di registrare l'album, affermando che il titolo è un'abbreviazione del nome dell'ex manager.
È il primo album della band pubblicato dopo la partenza del bassista Michael Madden, che ha lasciato la band nel 2020 a causa del suo arresto per accuse di violenza domestica.
Il progetto discografico vede la partecipazione di numerosi artisti internazionali, tra cui la rapper Megan Thee Stallion, Blackbear, H.E.R., Juice Wrld e Jason Derulo, inserito con il brano Lifestyle.

## Accoglienza
Il progetto discografico ha ricevuto recensioni generalmente sfavorevoli.
Il critico musicale El Hunt, scrivendo per NME, ha riferito che è visibile la vulnerabilità del gruppo di fronte agli eventi che hanno segnato la band dopo il precedente album, riscontrando che la varie collaborazioni inserite per salvare il progetto suonano «incastrate nel mezzo di canzoni, rotture della melodie irrilevanti». Sostiene questa tesi anche la giornalista Kate Solomon, la quale ha descritto le canzoni dell'album come «melodie generiche ma ipnotiche su ritmi generici ma ballabili», continuando a dire che le canzoni erano «banali e pubblicitarie».
Il critico Alexis Petridis, di The Guardian, ha intitolato la recensione dell'album con «una pietosa serie di stereotipi pop del 21º secolo», paragonando la band ad una tela bianca «dipendente dagli artisti ospiti per iniettare personalità e dagli autori di canzoni e dai produttori per trovare i colori con cui dipingersi», apprezzando unicamente l'intervento della Thee Stallion. John Dolan per Rolling Stone ha elogiato il brano Memories e la scelta di dedicare l'album al manager scomparso negli anni precedenti, ma riscontra che «ciò che l'album potrebbe sfruttare è qualche altro spruzzo di divertimento estivo, ma nonostante il solito esercito di scrittori e produttori di serie A, non c'è davvero nulla qui che possa rivaleggiare con il pugno appiccicoso e ineluttabile di Sugar o Moves like Jagger con Christina Aguilera».
Dani Blum di Pitchfork apre l'articolo scrivendo che «non si tratta di una band che sperimenta oltre la propria zona di comfort; è il suono di una band che cerca disperatamente di fare appello a quanti più mercati possibile» rimanendo stupito che «l'album accredita ben 47 autori, [...] e sono giunti a narrazioni discernibili e rime prevedibili».

## Tracce
1. Beautiful Mistakes (featuring Megan Thee Stallion) – 3:37 (Adam Levine, Megan Pete, Jacob Kasher Hindlin, Joseph Kirkland, Andrew Goldstein, Matthew Musto)
2. Lost – 2:52 (Adam Levine, Jacob Kasher Hindlin, Michael Pollack, Jonathan Bellion, Alexander Izquierdo, Stefan Johnson, Jordan K. Johnson)
3. Echo (featuring Blackbear) – 2:58 (Adam Levine, Jake Torrey, Sam Roman, Henry Walter, Michael Pollack, Matthew Musto)
4. Lovesick – 3:05 (Adam Levine, Gabe Simon, John Sudduth, Jacob Kasher Hindlin, Andrew Goldstein)
5. Remedy (featuring Stevie Nicks) – 2:29 (Adam Levine, Brittany Hazzard, Matthew Samuels, Jahaan Sweet, Miloš Angelov, John DeBold)
6. Seasons – 2:48 (Adam Levine, Tyree Hawkins, Tyshane Thompson, Keegan Bach, Blake Slatkin, Giorgio Ligeon, Nathan Butts)
7. One Light (featuring Bantu) – 3:34 (Adam Levine, Tinashe Sibanda, Jacob Kasher Hindlin, Philip Kembo, Ant Clemons, Kirsten Urbas, Cameron Breithaupt, Miles Breithaupt)
8. Convince Me Otherwise (featuring H.E.R.) – 3:07 (Adam Levine, Gabriella Wilson, Jacob Kasher Hindlin, Jerry Edouard, Lennon Kloser)
9. Nobody's Love – 3:31 (Adam Levine, Nija Charles, Jacob Kasher Hindlin, Kareen Lomax, Rosina Russell, Ryan Ogren, Brandon Hamlin)
10. Can't Leave You Alone (featuring Juice Wrld) – 3:16 (Adam Levine, Jonathan Bellion, Andrew Wotman, Louis Bell)
11. Memories – 3:09 (Adam Levine, S. Johnson, J. Johnson, Vincent Ford, Michael Pollack, Jacob Kasher Hindlin)
12. Memories (Remix) (featuring Nipsey Hussle and YG) – 3:09 (Adam Levine, S. Johnson, J. Johnson, Vincent Ford, Michael Pollack, Jacob Kasher Hindlin, Nipsey Hussle, YG)
13. Button – 2:44 (Adam Levine, Emmanuel Gazmey Santiago, Marco Masís, Michael Pollack, Jacob Kasher Hindlin, Alejandro Borrero, Ivanni Rodríguez, Johnny Simpson, Ricardo Lopez)
14. Lifestyle (featuring Jason Derulo) – 2:33 (Adam Levine, Jason Derulo, Amy Allen, Pablo Bowman, Casey Smith, Natalie Salomon, Kevin White, Michael Woods, Jacob Kasher Hindlin)

## Classifiche

### Classifiche settimanali
| Classifica (2021-22) | Posizione massima |
| -------------------- | ----------------- |
| Australia            | 11                |
| Austria              | 33                |
| Belgio (Fiandre)     | 31                |
| Belgio (Vallonia)    | 16                |
| Canada               | 8                 |
| Danimarca            | 18                |
| Francia              | 25                |
| Germania             | 39                |
| Grecia               | 31                |
| Irlanda              | 35                |
| Italia               | 40                |
| Norvegia             | 12                |
| Nuova Zelanda        | 18                |
| Paesi Bassi          | 25                |
| Portogallo           | 44                |
| Regno Unito          | 19                |
| Spagna               | 11                |
| Stati Uniti          | 8                 |
| Svizzera             | 10                |

### Classifiche di fine anno
| Classifica (2021) | Posizione |
| ----------------- | --------- |
| Stati Uniti       | 180       |